# Storängen, Åland
Storängen är en stadsdel i Mariehamn, Åland. I stadsdelen finns stadens centrum, parlamentsbyggnaden som inhyser Ålands lagting, Ålands landskapsregerings administrativa centrum Självstyrelsegården och Mariehamns Österhamn.